# Вільчковський Едуард Станіславович
Вільчко́вський Едуа́рд Станісла́вович (нар. 19 січня 1935 року, Нижній Тагіл, РФРСР, СРСР) — український педагог, доктор педагогічних наук (1990), професор (1992), член-кореспондент АПНУ (1995), Відмінник народної освіти, професор кафедри теорії спорту та фізичної культури ВНУ ім. Лесі Українки.

## Біографія
Народився 19 січня 1935 року у Нижньому Тагілі Свердловської області. Батько був лікарем, мама — працівником культури.
У 1956 році закінчив Київський державний інститут фізичної культури за спеціальністю «фізична культура і спорт».
З 1956 по 1961 рік працював вчителем середньої школи № 3 та викладачем Переяслав-Хмельницького педучилища. З 1961 по 1964 рік навчався в аспірантурі Харківського педагогічного інституту імені Григорія Сковороди. З 1964 по 1965 рік працював викладачем Харківського педінституту ім. Г. Сковороди. 
У 1965 році захистив кандидатську дисертацію. З 1965 по 1969 рік працював директором навчально-методичного кабінету Міністерства освіти України.
- З 1969 по 1974 рік — старший науковий співробітник НДІ педагогіки України;
- З 1974 по 1982 рік — доцент кафедри педагогіки Центрального інституту підвищення кваліфікації вчителів України;
- З 1982 по 1995 рік — доцент, професор Київського педагогічного інституту імені Максима Горького;
- З 1995 по 1999 рік — завідувач лабораторії фізичного виховання Інституту проблем виховання АПН України;
- З 2000 по 2002 рік — професор кафедри педагогіки та психології Львівського інституту фізичної культури;
- З 2002 по 2007 рік — професор кафедри теорії і методики фізичного виховання, водночас входив до складу спеціалізованої вченої ради ЛДІФК із захисту дисертацій.

- З 2006 року — професор кафедри спортивно-масової та туристичної роботи Східноєвропейського національного університету імені Лесі Українки.
- З травня 2020 — професор кафедри теорії спорту та фізичної культури.[1][2][3][4]

## Наукова робота
Автор понад 450 наукових публікацій: підручників з теорії і методики фізичного виховання дітей (зокрема — перших підручників українською для вишів у незалежній Україні): для вихователів, інструкторів з фізичного виховання, вчителів фізичної культури. Брав участь у розробці стратегічних державних документів: Базового компоненту дошкільної освіти в Україні, стандартів освіти в галузі фізичного виховання учнів загальноосвітніх шкіл України, стандартів рухової підготовленості дітей та учнівської молоді в Україні, понад 15 програм з фізичного виховання дітей дошкільного віку в загальних і спеціальних дошкільних навчальних закладах, 8 програм з фізичної культури для початкової школи. Під керівництвом і консультуванням підготовано 12 аспірантів і 3 докторанти.
Член редколегії наукових фахових видань СНУ ім. Лесі Українки «Фізичне виховання, спорт і культура здоров'я у сучасному суспільстві» та «Молодіжний науковий вісник Східноєвропейського національного університету імені Лесі Українки», «Фізичне виховання в школі» на «Дошкільне виховання».
Наукові дослiдження: вивчення проблем фізичного виховання дошкільників та учнів загально-освітніх шкіл, полiпшення їх фiзрозвитку; пiдготовка та перепiдготовка дошкiльних працiвникiв на вчителiв фiзичної культури; розробка державних програм, системи тестів і нормативів оцінки фізичної підготовленості населення України. Також досліджував становлення, зміст, структуру та особливості фізичного виховання в Україні, Польщі, Греції, Японії, США, Франції, Чехії й скандинавських країнах.
Практикував викладання в польському Університеті Яна Кохановського в Кельцах, філії в Пйотркуві-Трибунальському. Вільно володіє польською мовою, був опонентом 13 докторських дисертацій у Польщі.

### Основні праці
За ЕСУ:
- Заняття з фiзичної культури в дитячому садку. — К., 1985;
- Рухливi iгри у дитячому садку. — К., 1989;
- Теорія і методика фізичного виховання дітей дошкільного віку. — Л., 1998;
- Система фізичного виховання молодших школярів. — К., 1998;
- Фізичне виховання дітей у дошкільному закладі. — К., 2001.[1]

## Нагороди
- Відмінник народної освіти УРСР;
- Медаль НАПН України «Ушинський К. Д.»;
- Медаль НАПН України «Григорій Сковорода»[6].